# 헤이르트 호프스테더
헤이르트 호프스테더(Geert Hofstede, 1928년 10월 2일 ~ 2020년 2월 12일)는 네덜란드의 심리학자이다. IBM을 경영하는 동안, 연구 발표한 것은 ”국가 문화의 호프스테더 모델(Hofstede’s Model of National Cuture)”이었다. 주로 여러 국가 간의 문화 차이가 경영진의 결정에 미치는 영향에 대한 내용이다.

## 같이 보기
- 호프스테더 문화 차원 이론